# Oresjön
För andra betydelser, se Oresjön (olika betydelser).
Oresjön är en sjö i Rättviks kommun i Dalarna och ingår i Dalälvens huvudavrinningsområde. Sjön är 37 meter djup, har en yta på 12,6 kvadratkilometer och befinner sig 200 meter över havet. Sjön genomflytes av Oreälven.
Dalarnas största gravfält från järnåldern ligger på Vindförbergs udde i sjöns norra del. Området är skyddat som naturreservat. Vid Furudal finns en sandstrand som är långgrund och barnvänlig.
Observera att en liten sjö med samma namn ligger vid Oreälvens källområde vid Härjedalsgränsen (61°39′39″N 14°30′50″Ö / 61.66083°N 14.51389°Ö).

## Delavrinningsområde
Oresjön ingår i delavrinningsområde (678125-146665) som SMHI kallar för Utloppet av Oresjön. Medelhöjden är 221 meter över havet och ytan är 40,42 kvadratkilometer. Räknas de 183 avrinningsområdena uppströms in blir den ackumulerade arean 1 506,95 kvadratkilometer. Orsälven (Oreälven) som avvattnar avrinningsområdet har biflödesordning 2, vilket innebär att vattnet flödar genom totalt 2 vattendrag innan det når havet efter 365 kilometer. Avrinningsområdet består mestadels av skog (39 procent), öppen mark (10 procent) och jordbruk (12 procent). Avrinningsområdet har 12,83 kvadratkilometer vattenytor vilket ger det en sjöprocent på 31,7 procent. Bebyggelsen i området täcker en yta av 1,28 kvadratkilometer eller 3 procent av avrinningsområdet.